# Tomaxelle
Le tomaxelle o tomaselle sono un secondo piatto ligure anche diffuso nella Lunigiana. Trattasi di involtini di vitello, con un ripieno ottenuto mescolando polpa magra, poppa (la ghiandola mammaria) di vitella, funghi, pinoli, uova, Parmigiano, maggiorana e aglio. Sono state proposte delle varianti dell'alimento.

## Etimologia e storia
La parola "tomaxelle" deriva dal latino tomaculum, parola che serve a indicare un salsicciotto. Il nome si rifà alla forma cilindrica dell'alimento, che richiama, per l'appunto, quella di una salsiccia.
Sebbene si pensi che siano nate per recuperare gli avanzi di arrosti e umidi preparati durante le festività, una tradizione sulla loro origine vuole che vennero ideate durante l'assedio di Genova del 1800 al fine di rendere più appetitosi degli scarti di cucina a un gruppo ufficiali austriaci fatti prigionieri. L'alimento sarebbe infatti nato dall'esigenza di lasciar intendere agli invasori che la città poteva permettersi di servire alimenti pregiati anche a coloro che catturava e quindi che i genovesi stessi fossero lungi dalla fame e quindi dal volersi arrendere.
Le tomaxelle sono inseriti nell'elenco dei PAT della Liguria e sono i più noti involtini di carne della regione, benché siano poco conosciute all'infuori della stessa.